# Жупанија Дамбовица
Дамбовица (рум. Judeţul Dâmboviţa) је жупанија у републици Румунији, у њеном средишњем делу. Управно средиште жупаније је град Трговиште, а значајни градови су Морени, Гаешти и Пучоаса.

## Положај
Жупанија Дамбовица је унутардржавна жупанија у Румунији. Са других стана окружују је следеће жупаније:
- ка северу: Брашов
- ка истоку: Прахова
- ка југоистоку: Илфов
- ка југу: Ђурђу
- ка југозападу: Телеорман
- ка западу: Арђеш

## Природни услови
Жупанија Дамбовица је у Влашкој и то у њеној ужој покрајини Мунтенији. Жупанија обухвата ток истоимене реке Дамбовица (која је жупанији дала име). Жупанија у северној трећини има потпуно планински карактер (Карпати), у средишњем делу је богато и густо насељено подгорје, да би на југу жупаније прешао у Влашку низију.

## Становништво
| 1948.   | 1956.   | 1966.   | 1977.   | 1992.   | 2002.   | 2011.   | 2021.   |
| ------- | ------- | ------- | ------- | ------- | ------- | ------- | ------- |
| 409.272 | 438.985 | 453.241 | 527.620 | 562.041 | 541.763 | 518.745 | 479.404 |

Према попису из 2021. у жупанији Дамбовица живело је 479.404 становника што је за 39.341 мање (-7,58%) од пописа из 2011. када је било 518.745 становника.
Већину становништва чине Румуни (87,09%), а од мањина највише има Рома, Бугара и Срба. Бугара и Срба највише има у општини Балени.
| Етнички састав према попису из 2021.‍ | Етнички састав према попису из 2021.‍ | Етнички састав према попису из 2021.‍ | Етнички састав према попису из 2021.‍ | Етнички састав према попису из 2021.‍ |
| ------------------------------------ | ------------------------------------ | ------------------------------------ | ------------------------------------ | ------------------------------------ |
|                                      |                                      |                                      |                                      |                                      |
| Румуни                               | Румуни                               |                                      | 417.521                              | 87,09%                               |
| Роми                                 | Роми                                 |                                      | 18.981                               | 3,96%                                |
| Бугари                               | Бугари                               |                                      | 1.487                                | 0,31%                                |
| Срби                                 | Срби                                 |                                      | 465                                  | 0,10%                                |
| Мађари                               | Мађари                               |                                      | 75                                   | 0,02%                                |
| Италијани                            | Италијани                            |                                      | 63                                   | 0,01%                                |
| Турци                                | Турци                                |                                      | 54                                   | 0,01%                                |
| Остали                               | Остали                               |                                      | 417                                  | 0,09%                                |
| Непознато                            | Непознато                            |                                      | 40.341                               | 8,41%                                |